# Studena (gmina Babušnica)
Studena (cyr. Студена) – wieś w Serbii, w okręgu pirockim, w gminie Babušnica. W 2011 roku liczyła 120 mieszkańców.